# Ester Eriksson
Ester Eriksson, född 1987 i Södertälje, är konstnär och serietecknare. Under 2020 belönades hon tillsammans med Kristina Sigunsdotter med Augustpriset i kategorin Årets svenska barn- och ungdomsbok för Humlan Hansson utgiven på Natur & Kultur där även uppföljaren Hola Humla Hansson publicerades 2021. 
Ester Eriksson har studerat på Serieskolan i Malmö, Gerlesborgsskolan i Stockholm och tog sin masterexamen vid Kungl. Konsthögskolan 2024. Hon debuterade 2016 med serieromanen Det finns ingenstans att fly, utgiven av Kartago förlag. År 2017 kom boken som gav henne genombrottet, Esters rester. 